# Макар, Евсей Григорьевич
Евсе́й Григо́рьевич (Овсе́й Ге́ршевич) Мака́р (партийный псевдоним Лиманов, также Макар-Лиманов; 1897, Кишинёв, Бессарабская губерния — 26 сентября 1937) — советский хозяйственный деятель, разведчик-нелегал (резидент ГПУ в Китае).
Секретарь партийного комитета ВКП(б) строительства «Днепрогэса», директор Иркутского авиационного завода. Кандидат в члены ЦК КП(б)У с июня 1930 по январь 1932 года. Член ЦК КП(б)У с января 1932 по июнь 1933 года.

## Биография
Родился в семье рабочего. Еврей. Семья переехала в Одессу, когда он был ребёнком. Трудовую деятельность начал в 1905 году. С тринадцатилетнего возраста работал жестянщиком на заводе консервных банок в Одессе. С 1917 года принадлежал к Партии социалистов-революционеров (эсеров).
Член РКП(б) с 1918 года.
С 1918 года — в большевистском подполье города Одессы. Служил комиссаром, командиром 51-го Украинского полка. Был арестован деникинской контрразведкой и приговорён к расстрелу. В начале февраля 1920 года освобожден из тюрьмы Красной армией. В 1920 году — комендант чрезвычайной комиссии (ЧК) в городе Одессе, в Одесской губернской ЧК.
В 1924 году окончил партийное отделение Коммунистического университета имени Свердлова в Москве. Работал на ответственной партийной работе в Харькове, Москве и Владивостоке. До декабря 1928 года — на подпольной партийной работе (советский эмиссар) в Маньчжурии и Китае.
С 18 декабря 1928 года до 30 ноября 1929 года — ответственный секретарь Севастопольского районного комитета ВКП(б). Был уполномоченным Крымского обкома и СНК по хлебозаготовкам. В декабре 1929 — феврале 1931 года — секретарь партийного комитета ВКП(б) на Днепровском строительстве («Днепрогэс»). Затем находился на партийной работе.
В июле 1935 — мае 1936 года — директор Иркутского авиационного завода № 125.
В июне 1937 года арестован органами НКВД. Расстрелян. Посмертно реабилитирован.

## Семья
- Сын — Григорий Евсеевич Макар-Лиманов, электротехник, начальник лаборатории на Московском электроламповом заводе, автор научных трудов по электро- и радиотехнике.
  - Внук — Леонид Григорьевич Макар-Лиманов (род. 1945), советский, израильский и американский математик.

## Награды
- Орден Ленина (17.09.1932)